# Navarra Televisión 2
Navarra Televisión 2 es el canal secundario de Sumando Comunicación, la televisión autonómica de la Comunidad Foral de Navarra. Su programación es mixta, en castellano y en euskera, y ofrece espacios de información parlamentaria, cultural, deportiva y social.

## Historia
Navarra Televisión 2 inició sus emisiones regulares el 14 de mayo de 2012, coincidiendo con el nacimiento de Navarra Televisión como empresa, tras la fusión de Canal 6 Navarra y Popular TV Navarra. El canal heredó la frecuencia y la licencia de Popular TV Navarra, que había sido el tercer canal autonómico de Navarra desde 2009.

## Programación
Desde su inicio, Navarra Televisión 2 ha apostado por una programación complementaria a la de Navarra Televisión, con contenidos dirigidos a diferentes públicos y sensibilidades. Su principal eje es la información parlamentaria, con la emisión en directo de los plenos y las comisiones del Parlamento de Navarra, así como del Senado y del Congreso de los Diputados. También ofrece espacios de información en euskera, de cultura, de deporte y de sociedad, con el objetivo de reflejar la diversidad y la pluralidad de Navarra.
La programación de Navarra Televisión 2 se basa en los siguientes programas:
- Pleno y Comisiones: Son los espacios de información parlamentaria de Navarra Televisión 2, que se emiten en directo cuando hay sesión plenaria o comisión en el Parlamento de Navarra, el Senado o el Congreso de los Diputados.
- Mugi Zaitez: Es un programa en euskera. En él, Íñigo Ciganda presenta historias de emprendedores en Navarra, que han puesto en marcha proyectos innovadores, sostenibles y sociales. También ofrece información sobre las ofertas de empleo en la Comunidad Foral y consejos para mejorar la empleabilidad.
- Nafarroako Albisteak: Es un programa en euskera, que se emite los sábados a las 14:00. En él, Oihane Garzáron ofrece un resumen de la actualidad de la semana en Navarra, con reportajes, entrevistas y análisis de los temas más relevantes.